# Astragalus accidens
Astragalus accidens är en ärtväxtart som beskrevs av Sereno Watson. Astragalus accidens ingår i släktet vedlar, och familjen ärtväxter.

## Underarter
Arten delas in i följande underarter:
- A. a. accidens
- A. a. hendersonii

## Bildgalleri

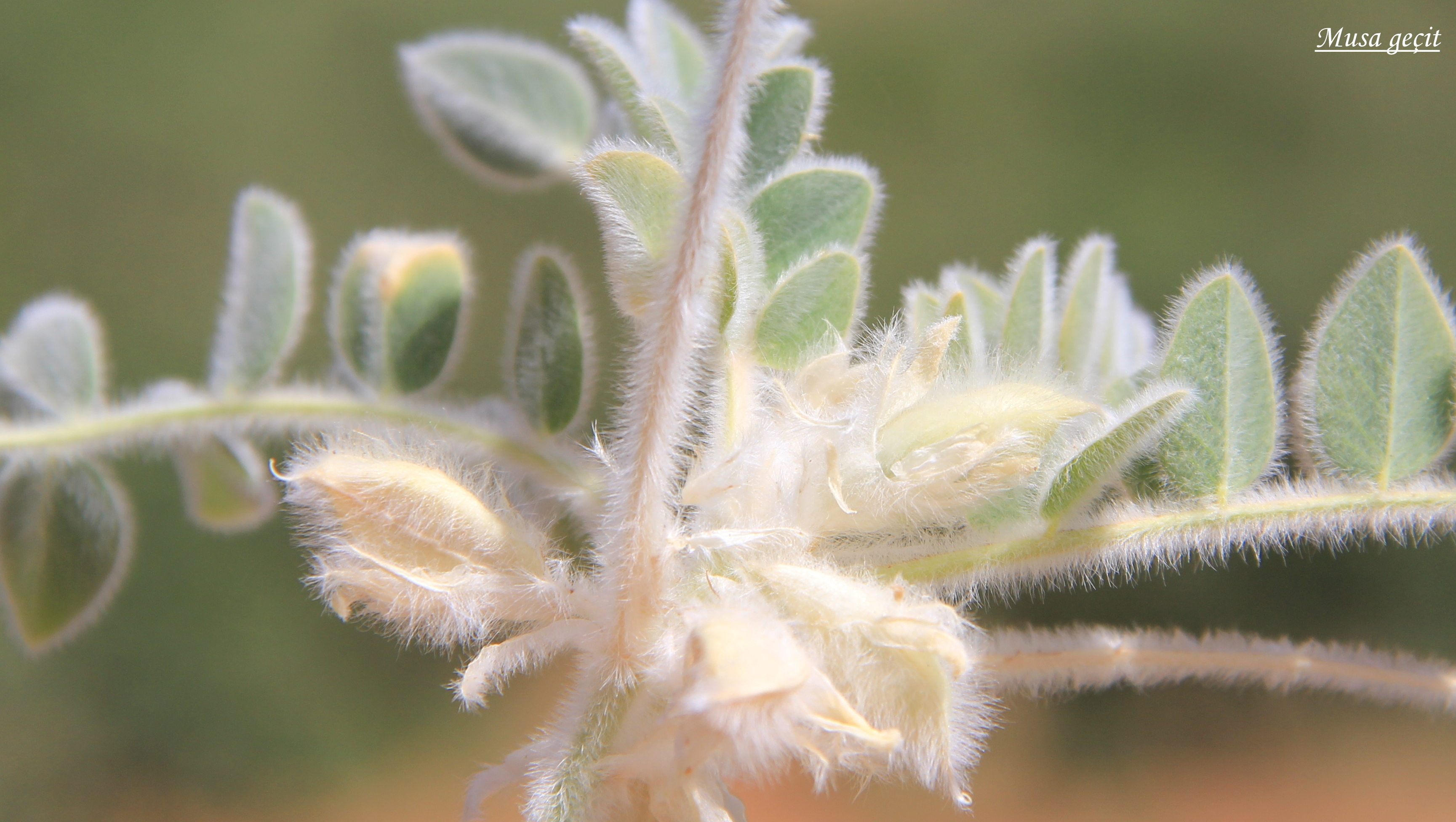
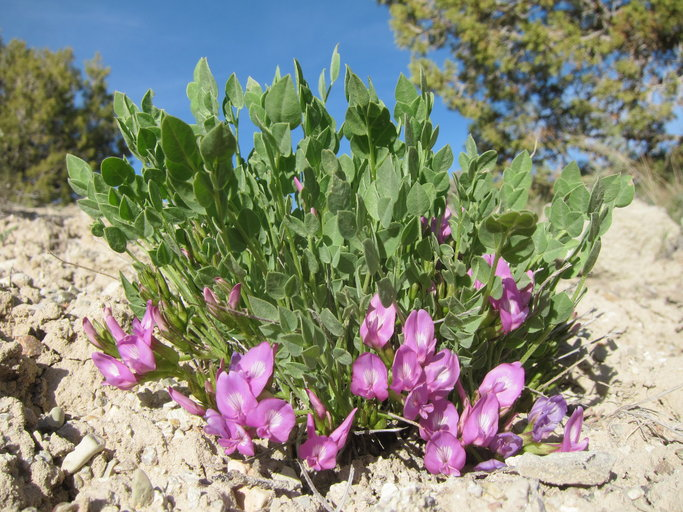
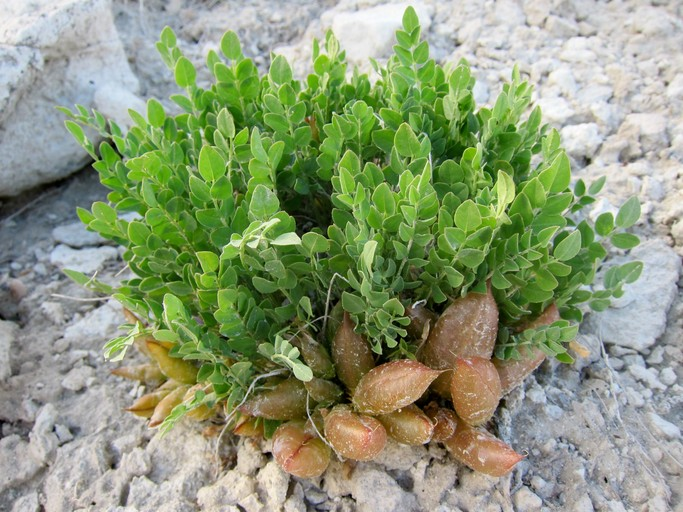
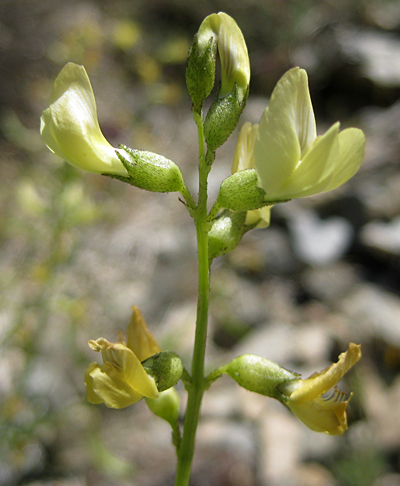